# Amrit (Vorname)
Amrit (Hindi: अमृत) ist ein männlicher Vorname.

## Herkunft und Bedeutung
Amrit bedeutet etwa unsterblich – von Sanskrit अ (a) für nicht und मृत (mrta) für tot.

## Bekannte Namensträger
- Amrit Kaur (1889–1964), indische Politikerin